# Autoput A5
L'autostrada A5 è un'autostrada serba in costruzione, che al termine dei lavori congiungerà Čačak con Pojate.